# Ethan Erhahon
Ethan Erhahon, né le 9 mai 2001 à Glasgow en Écosse, est un footballeur écossais qui évolue au poste de milieu de terrain au Bolton Wanderers.

## Biographie

### Carrière en club
Natif de Glasgow en Écosse, Ethan Erhahon est un pur produit du centre de formation du Saint Mirren FC, qu'il rejoint en 2006. Il fait sa première apparition avec l'équipe professionnelle le 7 octobre 2017, à l'occasion d'une rencontre de Scottish Challenge Cup face au Raith Rovers FC. Il est titulaire lors de cette rencontre perdue par son équipe (1-3).
Erhahon joue son premier match de championnat alors que le club évolue en deuxième division écossaise, lors d'une rencontre face au Falkirk FC, le 28 avril 2018. Il est titulaire lors de ce match perdue par son équipe sur le score de un but à zéro. Lors de cette saison 2017-2018, Saint Mirren termine premier du championnat, est sacré champion, et se voit donc promu en première division. À la suite de ses bons débuts, Erhahon est considéré comme l'un des jeunes joueurs les plus prometteurs du club, notamment par son entraîneur Oran Kearney (en).
Le 31 janvier 2020, il rejoint le club du Barnsley FC, équipe évoluant en deuxième division anglaise. Lors de l'été 2020, il retourne toutefois dans son club formateur, sans avoir joué le moindre match avec Barnsley.
Lors de la première partie de saison 2020-2021, il inscrit ses deux premiers buts en championnat avec Saint Mirren.
Le 31 janvier 2023, lors du mercato hivernal, Ethan Erhahon quitte le Saint Mirren FC pour s'engager en faveur de Lincoln City,.

### Carrière en équipe nationale
Ethan Erhahon reçoit sept sélections avec l'équipe d'Écosse des moins de 17 ans entre 2017 et 2018. Il joue cinq matchs rentrant dans le cadre des éliminatoires du championnat d'Europe 2018.
En mai 2021, Erhahon est appelé pour la première avec l'équipe d'Écosse espoirs. Il joue son premier match avec les espoirs le 2 juin 2021 contre l'Irlande du Nord. Il est titulaire lors de cette rencontre perdue par les siens (1-2).